# Голицына, Наталья Петровна
Княгиня Наталья Петровна Голицына, урождённая Чернышёва (17 [28] января 1741 или 1739, Берлин, Германия — 20 декабря 1837 [1 января 1838], Санкт-Петербург) — фрейлина «при дворе четырёх императоров — от Екатерины II до Николая I»; статс-дама и кавалерственная дама Ордена Святой Екатерины (в 1801 году — 2-й степени, в 1826 году — 1-й степени), была известна в обществе как «Princesse Moustache» («Усатая княгиня») (от фр. moustache — усы) или «Fée Moustachine» («Усатая фея»). Прототип главной героини повести А. С. Пушкина «Пиковая дама».

## Биография

### Происхождение
Дочь дипломата и сенатора графа Петра Григорьевича Чернышёва от брака с Екатериной Андреевной Ушаковой. Происходила из рода так называемых новых людей, появившихся в начале XVIII века в окружении Петра Великого.
Дедом её по мужской линии был денщик Петра I, представитель небогатой и незнатной дворянской фамилии Григорий Петрович Чернышёв. Стремительный взлёт карьеры императорского денщика начался, когда Пётр I женил его на 17-летней красавице, бесприданнице Евдокии Ржевской, дав за нею в приданое 4000 душ. И потом родившимся от этого брака сыновьям жаловал «на зубок» деньги и деревни.
В светских кругах ходила молва, что Наталья Петровна приходилась императору родной внучкой. Императрица Елизавета Петровна, как и её отец, осыпала Чернышёвых особыми милостями, жаловала им доходные поместья, графские титулы, и вскоре Чернышёвы стали одним из богатейших семейств России. По материнской линии Наталья Петровна была внучкой известного своей жестокостью графа А. И. Ушакова, начальника розыскной канцелярии.

### Молодые годы
Точный год рождения Натальи Петровны многочисленные источники называют по-разному — 1741 или 1744 год. Сама она писала в своих заметках:
… Я родилась в Берлине в то время, как Батюшка был в оном министром; когда мне исполнилось два года, Батюшка был отправлен министром в Лондон, где мы оставались девять лет. При отъезде из Лондона в семье осталось только 5 детей (из 11 детей): один брат и 4 сестры..
Её отец граф Чернышёв был отозван из Берлина и назначен посланником в Лондон в 1746 году. Поэтому можно с уверенностью сказать, что родилась Наталья Петровна в 1744 году.
Детство её прошло в Англии. Её мать воспользовалась продолжительным пребыванием за границей и дала своим дочерям блестящее европейское образование. Они свободно владели четырьмя языками, но плохо знали русский язык.
В 1756 году семья Чернышёвых вернулась в Россию, но спустя четыре года они уехали во Францию, куда графа назначили посланником при дворе Людовика XV. Образованная, умная и красивая Наталья Петровна блистала на придворных балах в Версале, была знакома с Людовиком XV. Лучшие живописцы — Людерс, Друэ писали сестёр Чернышёвых. В 1762 году П. Г. Чернышёва пожаловали сенатором; на этом его дипломатическая карьера закончилась, и вся семья вернулась в Россию.
В 21 год Наталья Петровна становится одной из самых заметных фрейлин Екатерины II, фавориту которой, Захару Чернышёву, она приходилась кузиной. В феврале 1765 года она обратила на себя внимание императрицы игрой в домашнем спектакле у графа П. Б. Шереметева; затем, летом 1766 года, стала победительницей в Петербурге и Москве в великосветском развлечении — турнире-карусели. За красоту и «приятнейшее проворство» в танцах она получила специально изготовленную по этому случаю в единственном экземпляре персональную золотую медаль с изображением Екатерины II.

## Замужество

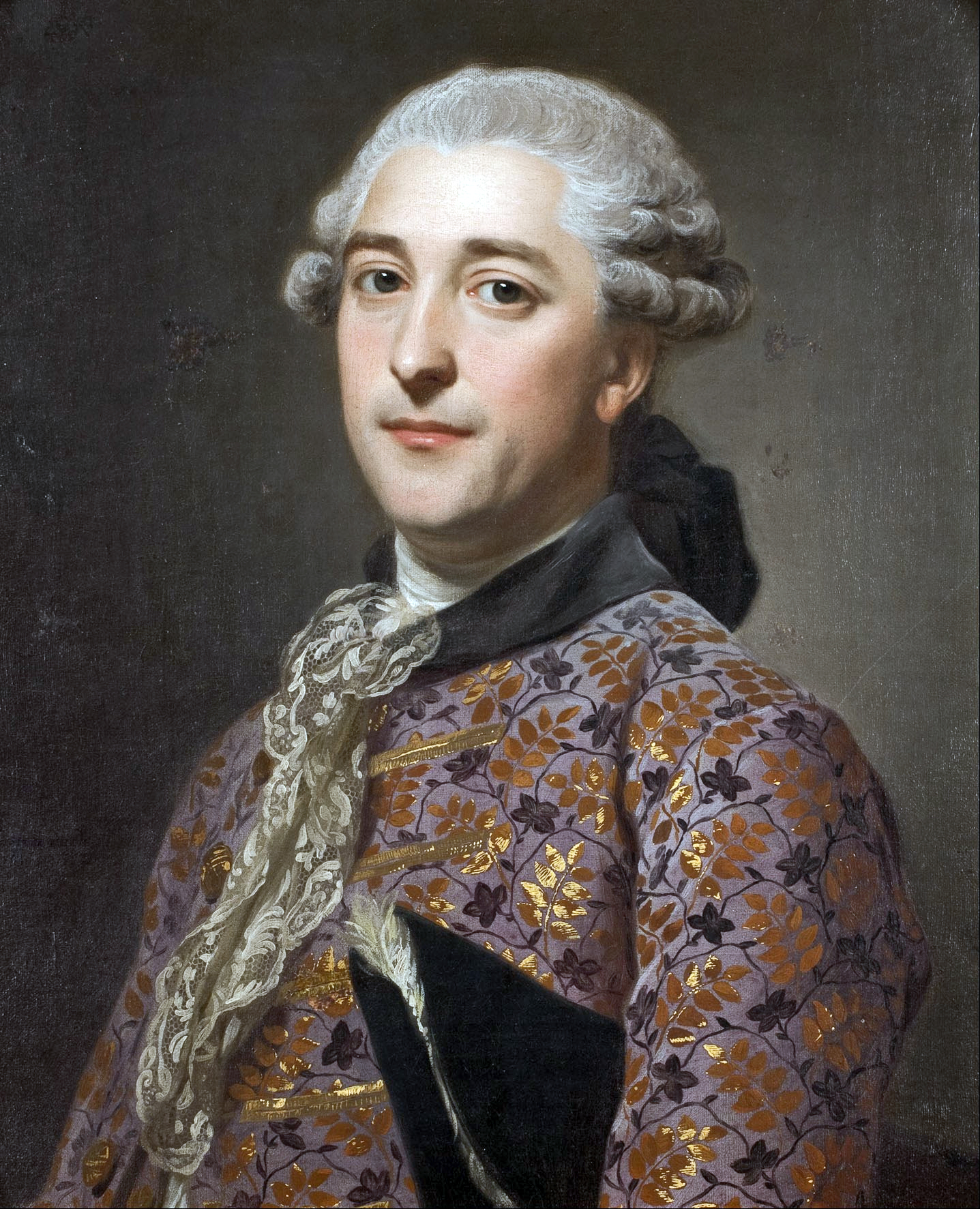
Князь Владимир Голицын
Художник Рослин А.

Будучи фрейлиной, 30 октября 1766 года Наталья Петровна вышла замуж за очень красивого 35-летнего князя Владимира Борисовича Голицына, бригадира в отставке, человека с большим, но расстроенным состоянием. Императрица сама украшала своими бриллиантами причёску Натальи Петровны, благословила её в Придворной церкви и присутствовала при венчании.

В своём, по свидетельству современников, слабохарактерном и простоватом муже Наталья Петровна чтила больше фамилию. По этому поводу историк И. М. Снегирёв писал:
…Она все фамилии бранит и выше Голицыных никого не ставит, и когда она перед внучкой своей 6-летней хвалила Иисуса Христа, то девочка спросила: "Не из фамилии ли Голицыных Иисус Христос?".
Став княгиней, Наталья Петровна постоянно при Дворе не находилась и бывала там лишь изредка, когда оглашались высочайшие повеления или когда получала высочайшее приглашение. Наталья Петровна подолгу жила в имениях своего отца и мужа, занималась воспитанием и образованием детей. Энергичная, с твёрдым характером, она взяла управление хозяйством мужа в свои руки и вскоре не только привела его в порядок, но и значительно увеличила.
В 1783 году Голицына с семьёй уехала во Францию, для «образования детей и здоровья мужа». При дворе их отъезд не поняли и осудили. Великая княгиня Мария Фёдоровна говорила, что для образования юношей не следует ездить во Францию, поскольку в России есть свой университет.
Голицыны жили в Париже. Наталья Петровна была принята при дворе Марии Антуанетты. Она была непременной участницей всех приёмов и балов, где её величали «Московской Венерой». В 1789 году Наталья Петровна ездила с мужем и дочерьми в Лондон. При их отъезде из Англии будущий король Георг IV, ухаживавший за Натальей Петровной, подарил ей на память свой портрет с автографом.
В 1790 году Голицыны вернулись в Париж, как раз в то время, когда Екатерина II, встревоженная вестями из Франции, повелела «объявить русским о скорейшем возвращении в отечество». Отправив сыновей в Рим, Голицыны вернулись в Россию и поселились в Петербурге на Малой Морской, в доме под № 10. Свой дом Голицына держала открытым, каждую среду у ней были балы, а у её сестры Дарьи Петровны Салтыковой — по воскресеньям.

## Жизнь в Петербурге
Свой дом княгиня превратила в великосветский салон для французской эмиграции. Ф. Ф. Вигель писал:
…Составлялась компания на акциях, куда вносимы были титулы, богатство, кредит при дворе. Екатерина благоприятствовала сему обществу, видя в нём один из оплотов престола против вольнодумства, а Павел I даже покровительствовал ему.

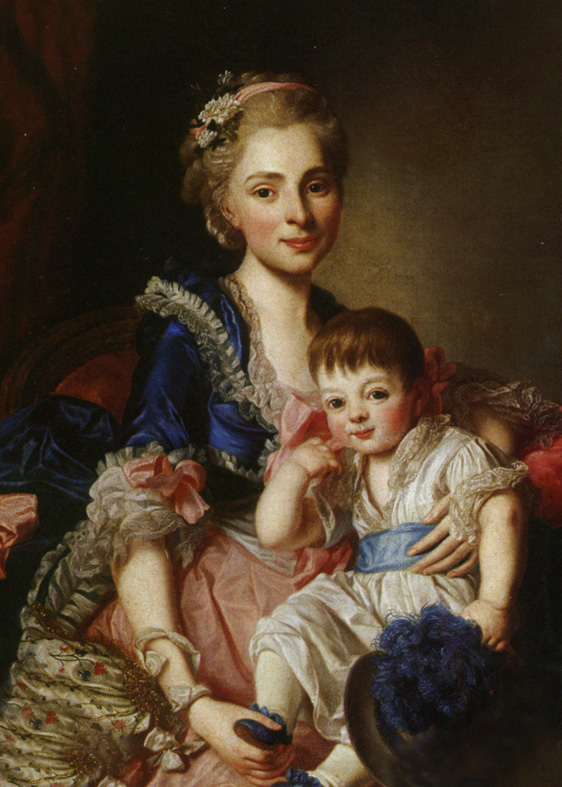
Голицына с сыном Петром,1767

Наталья Петровна была буквально образцом придворной дамы. Её осыпали почестями. На коронации Александра I ей пожаловали крест Святой Екатерины 2-й степени. На её балу 13 февраля 1804 года присутствовала вся императорская фамилия. В 1806 году она уже статс-дама. Вначале знак статс-дамы был получен её дочерью, графиней Строгановой, которая вернула его с просьбой пожаловать им её мать. При коронации Николая I ей был пожалован орден Святой Екатерины 1-й степени. Предупредительность властей к Наталье Петровне была удивительна: когда она стала плохо видеть, специально для неё изготавливались увеличенные карты для пасьянса; по её желанию в голицынское имение в Городне могли прислать придворных певчих. По воспоминаниям Феофила Толстого, музыкального критика и композитора:
К ней ездил на поклонение в известные дни весь город, а в день её именин её удостаивала посещением вся царская фамилия. Княгиня принимала всех, за исключением государя императора, сидя и не трогаясь с места. Возле её кресла стоял кто-нибудь из близких родственников и называл гостей, так как в последнее время княгиня плохо видела. Смотря по чину и знатности гостя, княгиня или наклоняла только голову, или произносила несколько более или менее приветливых слов. И все посетители оставались, по-видимому, весьма довольны. Но не подумают, что княгиня Голицына привлекала к себе роскошью помещения или великолепием угощения. Вовсе нет! Дом её в Петербурге не отличался особой роскошью, единственным украшением парадной гостиной служили штофные занавески, да и то довольно полинялые. Ужина не полагалось, временных буфетов, установленных богатыми винами и сервизами, также не полагалось, а от времени до времени разносили оршад, лимонад и незатейливые конфекты.

В высшей степени своенравная, Голицына была надменна с равными ей по положению и приветлива с теми, кого считала ниже себя. Другой современник княгини В. А. Соллогуб вспоминал:
Почти вся знать была ей родственная по крови или по бракам. Императоры высказывали ей любовь почти сыновнюю. В городе она властвовала какою-то всеми признанною безусловной властью. После представления ко двору каждую молодую девушку везли к ней на поклон; гвардейский офицер, только надевший эполеты, являлся к ней, как к главнокомандующему.
Наряду с успехами при дворе Наталья Петровна ревностно занималась хозяйством. Она вводила в свои поместья тогда новую культуру — картофель, расширяла и оборудовала новой техникой принадлежавшие Голицыным фабрики. В 1824 году княгиня Голицына стала почётным членом Научно-хозяйственного общества.

## Семья

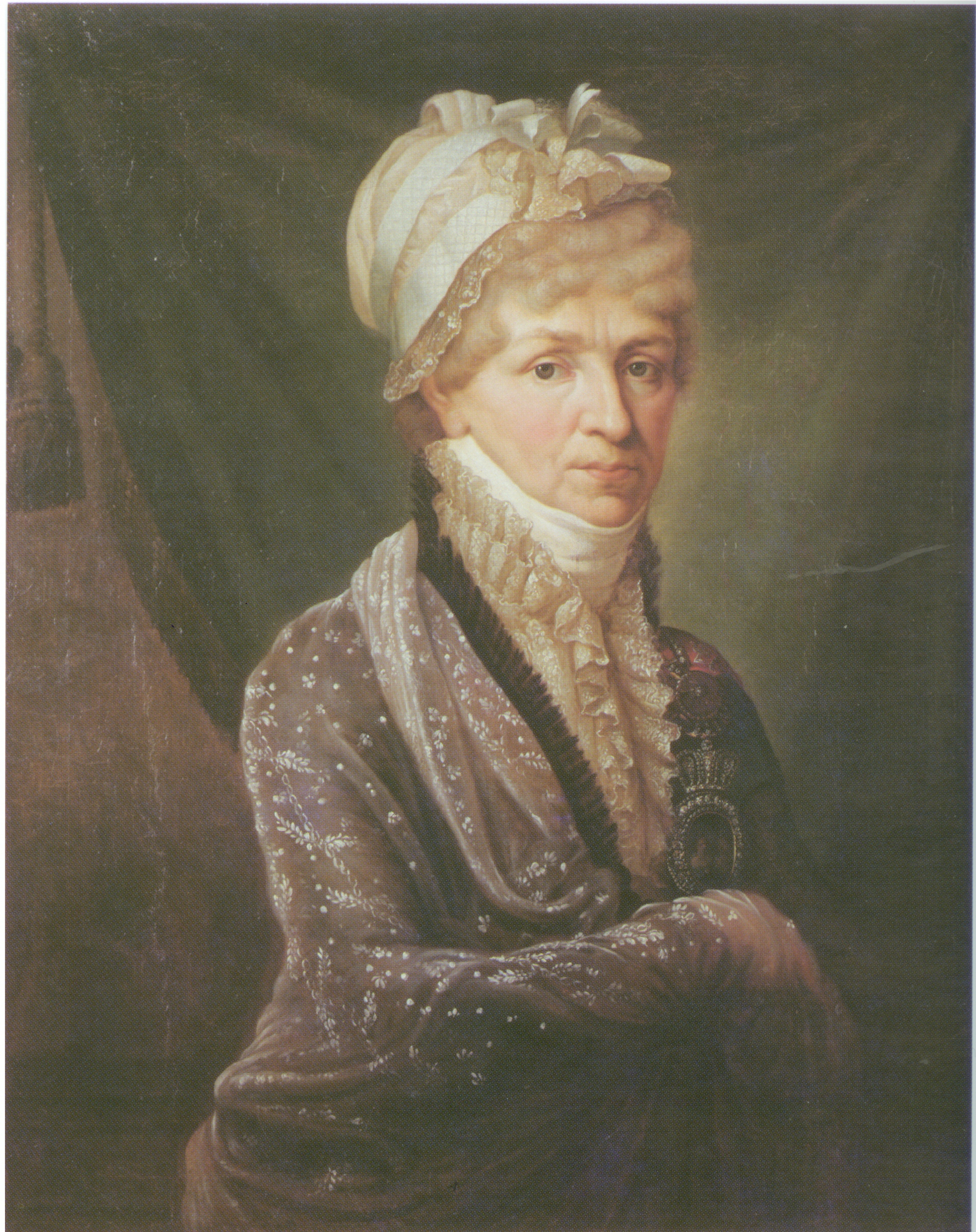
Княгиня Голицына на портрете работы Б.-Ш. Митуара (1810-е)

Все современники единодушно отмечали крутой надменный нрав княгини, её характер, лишённый всяких слабостей, суровость по отношению к близким. Семья вся трепетала перед княгиней, с детьми она была очень строга даже тогда, когда они сами уже давно пережили свою молодость, и до конца жизни называла их уменьшительными именами.
Её сын Дмитрий Владимирович, прославленный московский генерал-губернатор, не мог позволить себе сидеть в присутствии матери без её разрешения. Недовольная его женитьбой на Татьяне Васильчиковой, так как считала этот брак неравным, княгиня заставила свою тихую и добрую невестку много вытерпеть от неё горя.
Управляя сама всеми имениями, Наталья Петровна в приданое дочерям дала по 2 тысячи душ, а сыну Дмитрию выделила только имение Рождествено в 100 душ и годичное содержание в 50 тысяч рублей, так что он принуждён был делать долги, и единственно по желанию императора Николая I она прибавила ещё 50 тысяч рублей ассигнациями, думая, что она его щедро награждает. Только по кончине матери, прожив всю жизнь, почти ничего не имея, за семь лет до своей смерти, князь Дмитрий Владимирович стал владельцем своих 16 тысяч душ.
Рассердившись как-то на своего старшего сына Бориса Владимировича, Голицына около года совершенно не имела с ним никаких сношений, на его письма не отвечала. Князь Борис никогда не был женат, но умер, оставив сиротами двух внебрачных дочерей от цыганки, носивших фамилию Зеленских. Они воспитывались в семье Дмитрия Голицына, и их существование скрывали от Натальи Петровны.
18 января 1821 года Константин Булгаков писал своему брату Александру в Москву:

…Вчера было рождение старухи Голицыной. Я ездил поутру её поздравить и нашел там весь город. Приезжала также императрица Елизавета Алексеевна. Вечером опять весь город был, хотя никого не звали. Ей вчера, кажется, стукнуло 79 лет, а полюбовался я на её аппетит и бодрость… Нет счастливее матери, как старуха Голицына; надо видеть, как за нею дети ухаживают, а у детей-то уже есть внучата.
А. И. Тургенев — А. Я. Булгакову, 18.01.1837:

Вот тебе хроника П.<етер>бургская: вчера праздновали мы столетнее бытие княгини Нат.<альи> Петр.<овны>, не танцевали, но съезд был довольно многолюдный. Несколько генераций теснились вокруг пра-пра-бабки; розы доморощенные увивались вокруг векового дуба <…> Государь прислал княгине две великолепные вазы.
Княгиня Голицына была очень богата. После её смерти осталось 16 тысяч крепостных душ, множество деревень, домов, поместий по всей России. Только Н. П. Голицына, единственная, могла себе позволить для проезда из Москвы в Петербург нанять 16 лошадей. Самое большее, что позволяли себе самые богатые путешественники — это шесть лошадей на тот же путь.
Умерла Наталья Петровна в Петербурге 20 декабря 1837 года. Похоронена в Москве, в усыпальнице Голицыных на Донском кладбище.

## Голицына и Пушкин

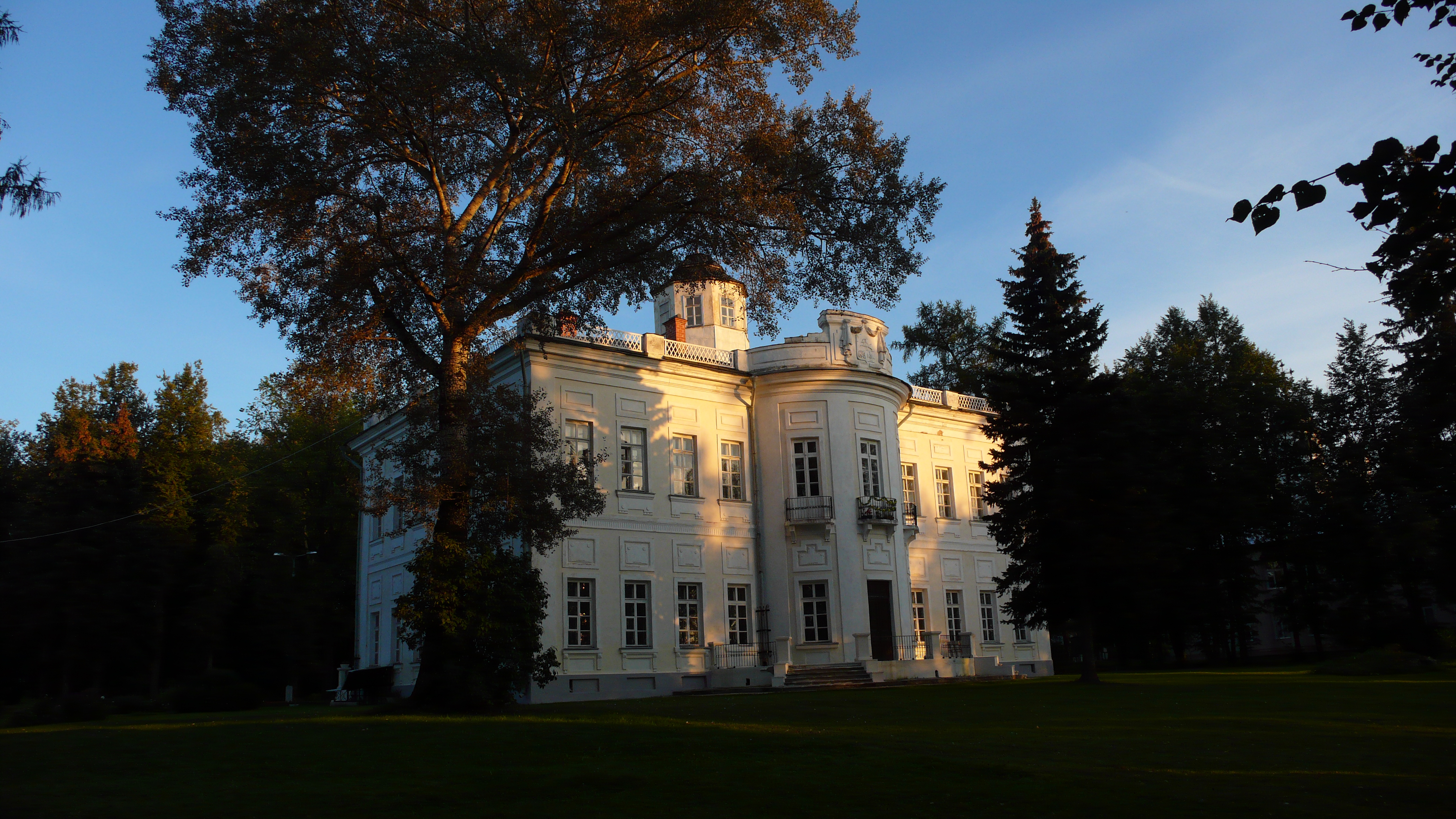
Усадьба Голицыных в Вязёмах

В молодости Наталья Петровна слыла красавицей, но с возрастом обросла усами и бородой, за что в Петербурге её за глаза называли «Княгиня Усатая», или более деликатно, по-французски «Princesse moustache» (от фр. moustache — усы), хотя ни на одном портрете не видно этой особенности. Именно этот образ ветхой старухи, обладавшей отталкивающей, непривлекательной внешностью «в сочетании с острым умом и царственной надменностью», и возникал в воображении первых читателей «Пиковой дамы».
А. С. Пушкин писал в 1834 году:
...При дворе нашли сходство между старой графиней и княгиней Натальей Петровной и, кажется, не сердятся.
 Согласно легенде, внучатый племянник Голицыной князь С. Г. Голицын-Фирс рассказывал Пушкину, что однажды начисто проигрался в карты, в отчаяньи бросился к Голицыной с мольбой о помощи. От её французского друга, небезызвестного графа Сен-Жермена, Наталье Петровне была известна тайна трёх карт — тройки, семёрки и туза. Если верить фольклору, он тут же отыгрался.
В Петербурге Голицыну иначе как «Пиковой дамой» не называли. А дом, где она проживала (Малая Морская ул., 10 / Гороховая ул., 10), в истории города навсегда остался «домом Пиковой дамы». После смерти Голицыной дом был куплен казной для военного министра А. И. Чернышёва и был памятником архитектуры.

Близкий друг Пушкина, Павел Воинович Нащокин отмечал, что в образе старой графини (помимо Голицыной) нашли воплощение черты Натальи Кирилловны Загряжской. Пушкин признавался Нащокину, что в образе графини:
...Мне  легче было изобразить Загряжскую, чем Голицыну, у которой характер и привычки были сложнее.

## Дети
У Голицыных было три сына и две дочери:
- Пётр Владимирович (23 августа 1767 — 12 апреля 1778)
- Борис Владимирович (1769—1813) — генерал-лейтенант, участник штурма Праги (пригорода Варшавы) в ходе польской кампании 1794 года и Бородинского сражения,тяжело контужен, лечился во Владимире, вернулся в декабре 1812 года в войска, умер от тифа в Вильно.
- Екатерина Владимировна (1770—1854) — статс-дама с 1827 года, кавалерственная дама ордена Св. Екатерины 2-й степени (1804) и 1-й степени (1852), с 1793 года замужем за С. С. Апраксиным, двоюродным братом матери.
- Дмитрий Владимирович (1771—1844) — князь, получил титул «светлейший» в 1840 году, генерал от инфантерии, участник Отечественной войны 1812 года и заграничной кампании русской армии 1813—1815 годов, генерал-губернатор Москвы в 1820—1844 годах.
- Софья Владимировна (1775—1845) — меценатка, с 1793 года замужем за генерал-лейтенантом графом Павлом Александровичем Строгановым, кавалерственная дама ордена Св. Екатерины 2-й степени с 1815 года, приближённая супруги Александра I императрицы Елизаветы Алексеевны.

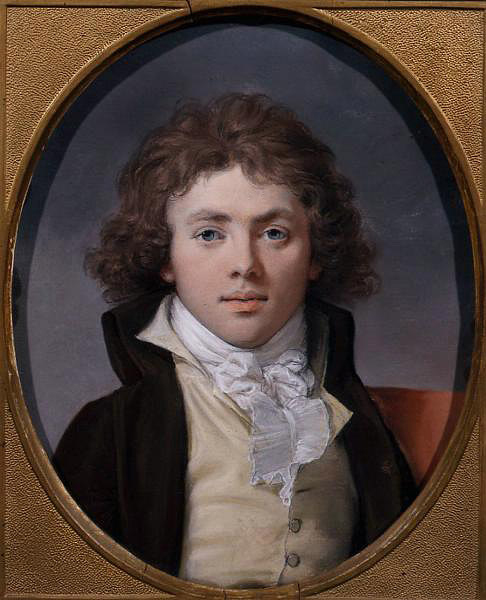
Борис
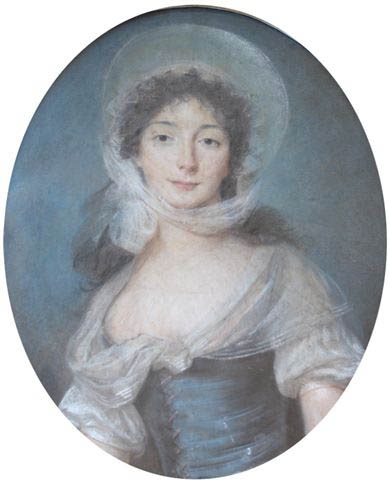
Екатерина
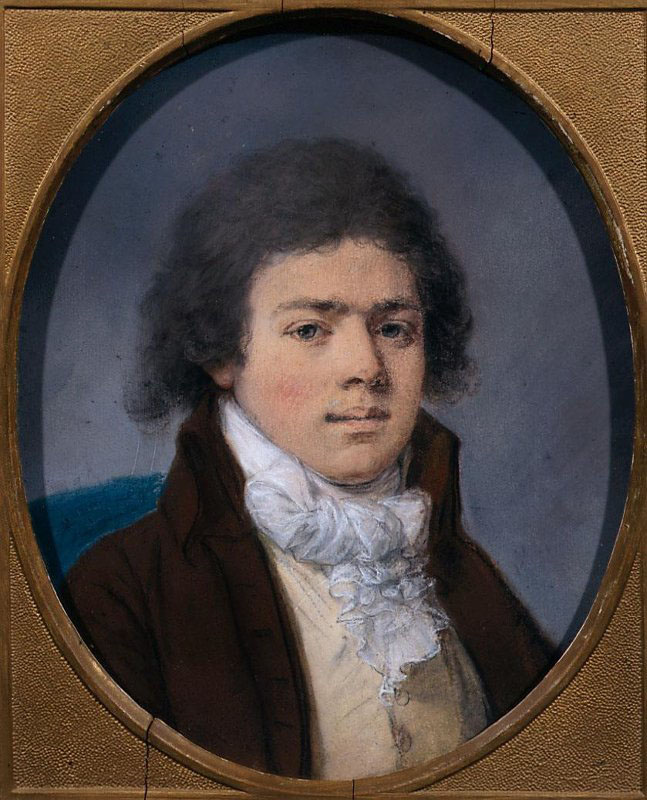
Дмитрий
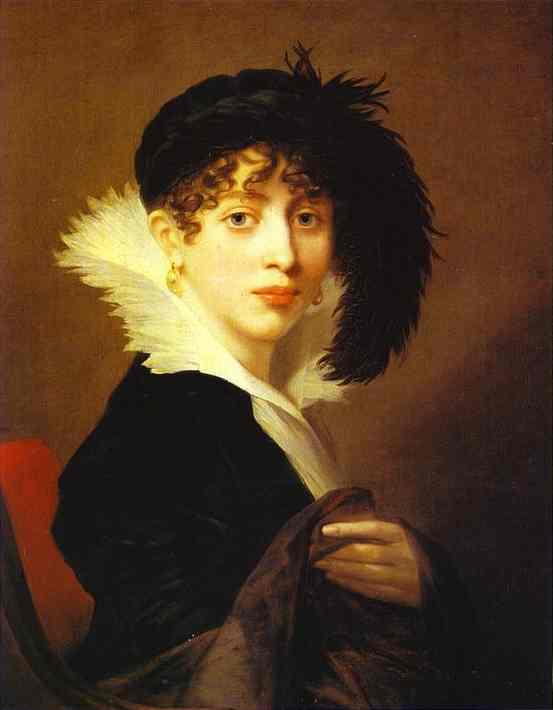
Софья